# Joan Alsina i Sensat
Joan Alsina Sensat, àlies Cresta (el Masnou, Maresme, 1836 - Barcelona, març de 1918) fou un mariner i polític català.
Va ser alcalde del Masnou de 1873 a 1877, tinent d'alcalde de 1872 a 1873 i regidor de 1877 a 1879 i el 1884. De tendències conservadores, sempre s'hi presentà pel Partit Liberal Conservador. El desembre de 1879 fou elegit diputat provincial i renuncià del càrrec de regidor. En aquesta elecció va guanyar enfront del farmacèutic Pere Genové i Colomer, proposat pel Partit Liberal Fusionista. L'any 1884 tornà a ser elegit regidor però el mateix any hi renuncià en ser elegit de nou diputat provincial. L'any 1876, durant la seva alcaldia, el rei Alfons XII va concedir al Masnou el títol de vila.
Durant la seva alcalde hagué d'afrontar la Tercera Guerra Carlina. El 7 de juny de 1874 fou segrestat per un grup de 50 carlins per tenir-lo com a ostatge i obligar a pagar la contribució imposada al poble. Aquell mateix dia foren perseguits per les autoritats i hi hagué enfrontaments. A la nit pogué ser rescatat.
El 1918 es posà el seu nom a un carrer del Masnou anomenat carrer Oriental (o plaça Oriental) per haver estat l'impulsor de la reforma per enllaçar aquest carrer amb carrer de Pere Grau. L'estiu de 1932 se li feu un homenatge i es col·locà la placa amb el seu nom al carrer, que encara no s'havia col·locat. El carrer va esdevenir una plaça (plaça d'Alsina Sensat), i hi ha un passatge associat amb el mateix nom (passatge d'Alsina Sensat).